# Lagunas del Jilguero
Lagunas del Jilguero är sjöar i Chile.   De ligger i regionen Región de Atacama, i den nordöstra delen av landet, 800 km norr om huvudstaden Santiago de Chile. Lagunas del Jilguero ligger 4 178 meter över havet.
Trakten runt Lagunas del Jilguero är ofruktbar med lite eller ingen växtlighet. Trakten runt Lagunas del Jilguero är nära nog obefolkad, med mindre än två invånare per kvadratkilometer.